# La Banda de Nayo
La Banda de Nayo es una agrupación musical de Colombia que ha mantenido la intención de mostrar el folclor en un formato moderno y orquestado, pero con canciones propias heredada de la gaita y los tambores de la Región Caribe de Colombia. La agrupación nace aproximadamente a mediados de 2001 en la ciudad de Barranquilla. Los instrumentos de la agrupación son las gaitas, las flautas, las maracas y los tambores de la Región Caribe de Colombia, siendo su director Nayib Feres "Nayo".

## Historia
La agrupación La Banda de Nayo nace aproximadamente hacia mediados de 2001 a la cabeza de Nayib Feres más conocido como "Nayo", quien reunió un grupo de músicos de la Región Caribe colombiana, y a partir del año 2013 comenzaron a hacer giras por la costa Caribe.
Actualmente la agrupación se mantiene a la cabeza de los jóvenes Banda de Nayo: Nayib Feres "Nayo", José "Sabor" Vélez, Orito Cantora, quienes son acompañados por la nueva generación.

## Discografía
- El Turpial de Raza (2006)
- La Gaita Instrumental (2010)
- La Flauta de Millo (2012)
- Suena la Flauta (2013)
- Homenaje a la Cumbia (2017)

## Premios
- Ganador como grupo del Festival Golondrina de Plata en la categoría Tropical en el año 2014 en Montería.

- Ganador como grupo en 3 ocasiones del Festival Nacional de Gaitas de Ovejas,  Sucre en los años 2003, 2004 y 2006, en la Modalidad de Gaita Corta Categoría Única.

- Ganador como grupo en 3 ocasiones del Festival Nacional de Pito Atravesao de Morroa, Sucre en los años 2007, 2009 y 2013. Categoría Proyección - Profesional.

- Ganador como grupo del Festival Nacional de la Cumbia del Banco, Magdalena en el año 2013. Modalidad Profesional grupos caña de Millo.

- Mejor Canción Inédita Festival de la Cumbia en 7 Bocas. Barranquilla, Atlántico en el año 2013.

- Ganador en 2 ocasiones como Mejor Flautero del Festival Nacional de Pito Atravesao de Morroa, Sucre en los años 2012 y 2013. Categoría Proyección - Profesional.

- Segundo lugar en el Festival de Gaitas en Galeras, Sucre en el año 2005.

- Segundo lugar en el Festival de la Cumbiamba Cereté, Córdoba en el año 2003.

- Segundo lugar en el Festival de la Cumbia en 7 Bocas. Barranquilla, Atlántico en el año 2013.

- Tercer lugar en el Festival Nacional de la Cumbia en el Banco, Magdalena en el año 2004.

### Congos de Oro
Otorgado en el Festival de Orquestas del Carnaval de Barranquilla:
| Año  | Trabajo nominado | Categoría                     | Resultado |
| ---- | ---------------- | ----------------------------- | --------- |
| 2014 | La Banda de Nayo | Lo Nuestro                    | Ganador   |
| 2015 | La Banda de Nayo | Mejor Intérprete              | Ganador   |
| 2016 | La Banda de Nayo | Mejor Instrumentalista/Flauta | Ganador   |
| 2016 | La Banda de Nayo | Lo Nuestro                    | Ganador   |
| 2017 | La Banda de Nayo | Lo Nuestro                    | Ganador   |

- Datos: Q20017037